# Wił (mitologia)
Wił – upiór z wierzeń słowiańskich.
Miał bardzo szpetną postać starca z żółtą brodą, dwoma rzędami długich zębów i płytkami kostnymi przypominającymi ostrze piły, wyrastającymi z grzbietu, wzdłuż kręgosłupa. Wił pojawiał się nocami w chatach, aby podglądać życie mieszkańców. Czaił się w ciszy, najczęściej przyczepiony do belki powały. Kiedy wszyscy domownicy poszli spać, wybierał ofiarę, stawał przy jej łóżku i wydawał z siebie okropny pisk. Przebudzony człowiek zastygał w bezruchu widząc przed sobą potwora, nie mogąc wydusić z siebie słowa. Wił nie pozwalał na odwrócenie wzroku i nie dawał się uderzyć. Trwał tak przy przerażonym do świtu; niekiedy człowiek umierał podczas tej nocy z wycieńczenia i strachu.